# Örvös pekari
Az örvös pekari (Pecari tajacu) az emlősök (Mammalia) osztályának párosujjú patások (Artiodactyla) rendjébe, ezen belül a pekarifélék (Tayassuidae) családjába tartozó faj.

## Előfordulása
Az örvös pekari nedves és száraz trópusi erdőkben, chaparralokban (keménylombú és tüskés cserjékből álló növényállomány) és prériken az USA délnyugati részétől Dél-Amerikán át egészen Észak-Argentínáig megtalálható. Trinidad és Tobago szigetein is vannak állományai. Jól alkalmazkodott az emberi településekhez is; számbavevő állományai vannak az arizonai Phoenix és Tucson külvárosaiban, ahol termesztett- és dísznövényeket fogyasztanak. Az örvös pekarikat életterük elpusztítása (erdő- és cserjeirtások mezőgazdasági célból) és a mezei termények védelmére szervezett helyi irtóhadjáratok veszélyeztetik.

## Alfajai
- Pecari tajacu angulatus Cope, 1889
- Pecari tajacu bangsi Goldman, 1917
- Pecari tajacu crassus Merriam, 1901
- Pecari tajacu crusnigrum Bangs, 1902
- Pecari tajacu humeralis Merriam, 1901
- Pecari tajacu nanus Merriam, 1901
- Pecari tajacu nelsoni Goldman, 1926
- Pecari tajacu niger J. A. Allen, 1913
- Pecari tajacu nigrescens Goldman, 1926
- Pecari tajacu patira Kerr, 1792
- Pecari tajacu sonoriensis Mearns, 1897
- Pecari tajacu tajacu Linnaeus, 1758
- Pecari tajacu torvus Bangs, 1898
- Pecari tajacu yucatanensis Merriam, 1901

## Megjelenése
Ennek a pekarifajnak a marmagassága 30-50 centiméter, testtömege 15-25 kilogramm, hossza 80-100 centiméter, farokhossza 1-5 centiméter. A kan és a koca mérete nagyjából azonos. A kifejlett egyedek szőrzete sötétszürke, a malacoké vöröses, egy keskeny fekete csíkkal a háton. Törzse súlyos és testes, zömök, jellegzetes szürkésfehér szőrgallérral. Hátán, 20 centiméterre a faroktól szagmirigy van. Mindkét szeme alatt mirigy található, a szagokkal történő kommunikáció céljaira. Felső állcsontjában ülő rövid, barázdált agyarai segítségére vannak a növényzet feltúrásában, amikor kis gerinctelen állatokra vadászik. Anatómiája lehetővé teszi, hogy állkapcsát 90 fokban kitátsa. A vaddisznó agyarával ellentétben, a pekari agyara rövidebb és lefelé áll. Minden szájnyítás és -csukásnál élesedik az agyar. A pekari gyomra bonyolultabb, mint a vaddisznóé: négyrészes és lehetővé teszi a cellulóz nagy részének megemésztését.

## Életmódja

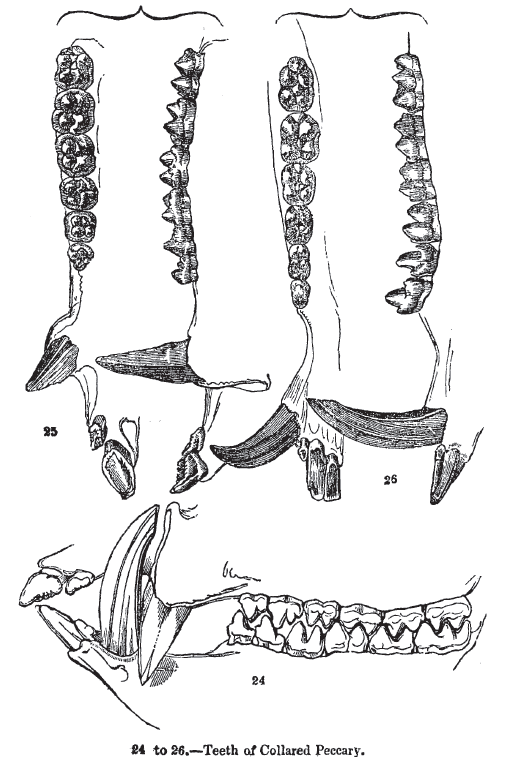
Fogazata Knight Sketches in Natural History című művéből

Az örvös pekari társas lény, 14 főt elérő családközösségben, ritkán akár 50 egyedből álló csapatokban él. A csapatokban vegyesen élnek kanok, kocák és malacok. A kondák területe 0,5 és 8 négyzetkilométer között változhat. Ezen a területen belül a nagyobb köveket, fákat, ágakat háti mirigyük váladékával megjelölik. Nappali állatok, de reggel és estefelé a legaktívabbak. Éjszaka üregekben, vagy a fák gyökerei alatt alszanak. Arizona közepén gyakran éjjel is járnak táplálék után. Fejük egymáshoz dörzsölésével tisztogatják egymást.
Tápláléka gyökerek, gumók, hagymák, füvek, hajtások, bimbók, gyümölcsök, magvak, kaktuszok gerinctelenek és kisebb gerincesek. Még a mérgeskígyókat is levadássza. Lakott területeken dísznövényeket, például tulipánhagymákat is eszik, és a terményt is megdézsmálja. Fogságban akár 24, szabad természetben csak 8-10 évig él.
Fő ellenségei a nagy termetű macskafélék, a puma és a jaguár. Emellett északon a szürke farkasok, délen a kajmánok a legfontosabb ragadozói. A malacok a hiúzok, ocelotok, prérifarkasok, óriáskígyófélék, és a ragadozó madarak zsákmányául is eshetnek.
Az embert általában figyelmen kívül hagyja. Azonban, ha fenyegetve érzi magát, akkor agyarával védekezik, és egy bűzbombát is megereszt. Ha jaguár vagy puma támadja meg a csapatot, a vezér kan a támadó és családja közé áll, hogy az utóbbiak tért nyerhessenek a menekülésben.

## Szaporodása
A koca 8-14, a kan 11 hónapos korban éri el az ivarérettséget. A párzási időszak ősszel van. A koca több kannal is párzik. A vemhesség 142-150 napig tart, ennek végén a koca 2-3 malacot ellik, amelyek már ekkor képesek lábra állni és futni. Szülés előtt a koca félrevonul a kondától, és a malacokkal tér vissza. A malacokat az egész családközösség gondozza. A pekari malacok 2-3 hónapig szopnak, de már három hét után némi szilárd táplálékot is fogyasztanak.

## Rokon fajok
Az örvös pekari legközelebbi rokona és a Pecari emlősnem másik faja, az óriás pekari (Pecari maximus).

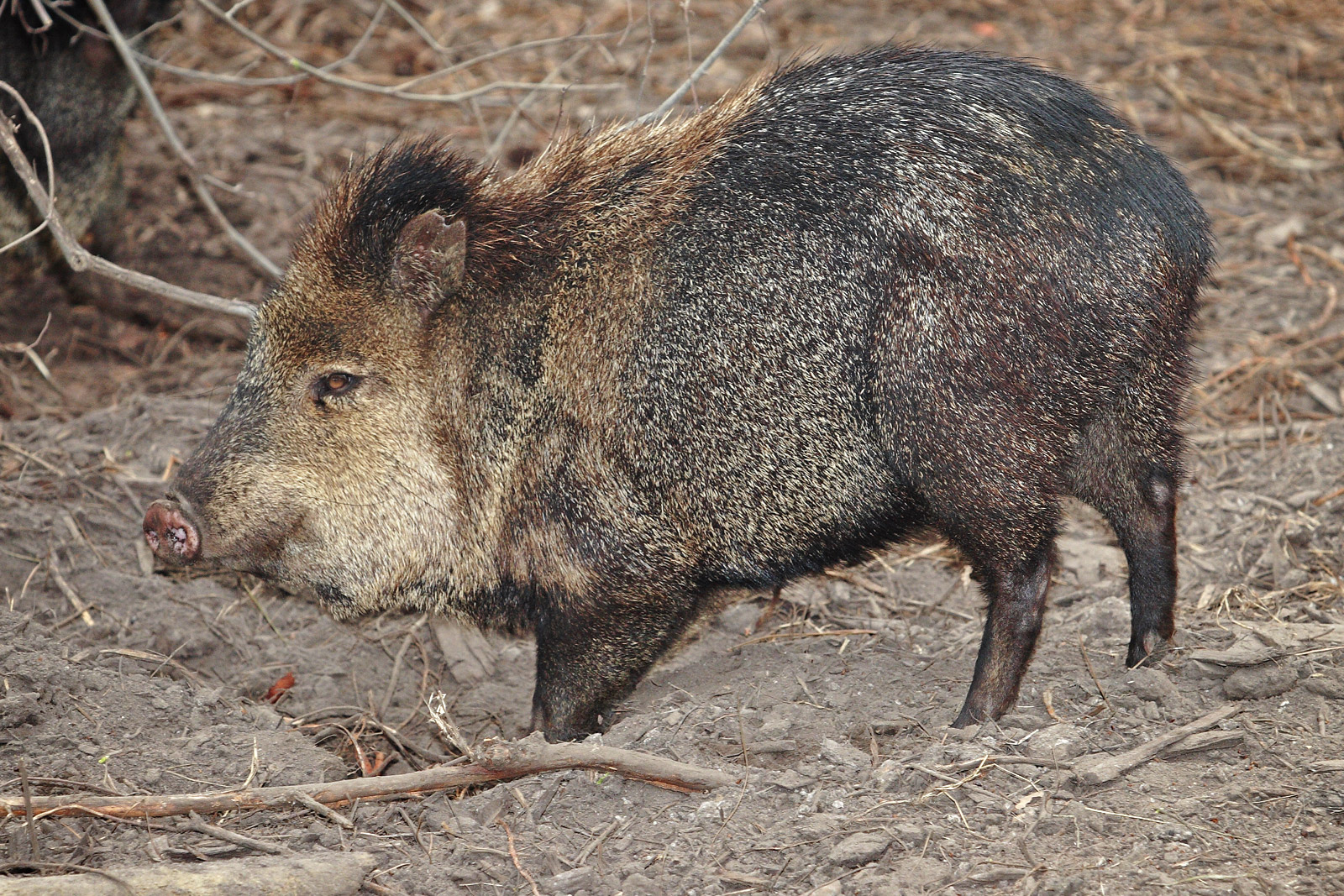
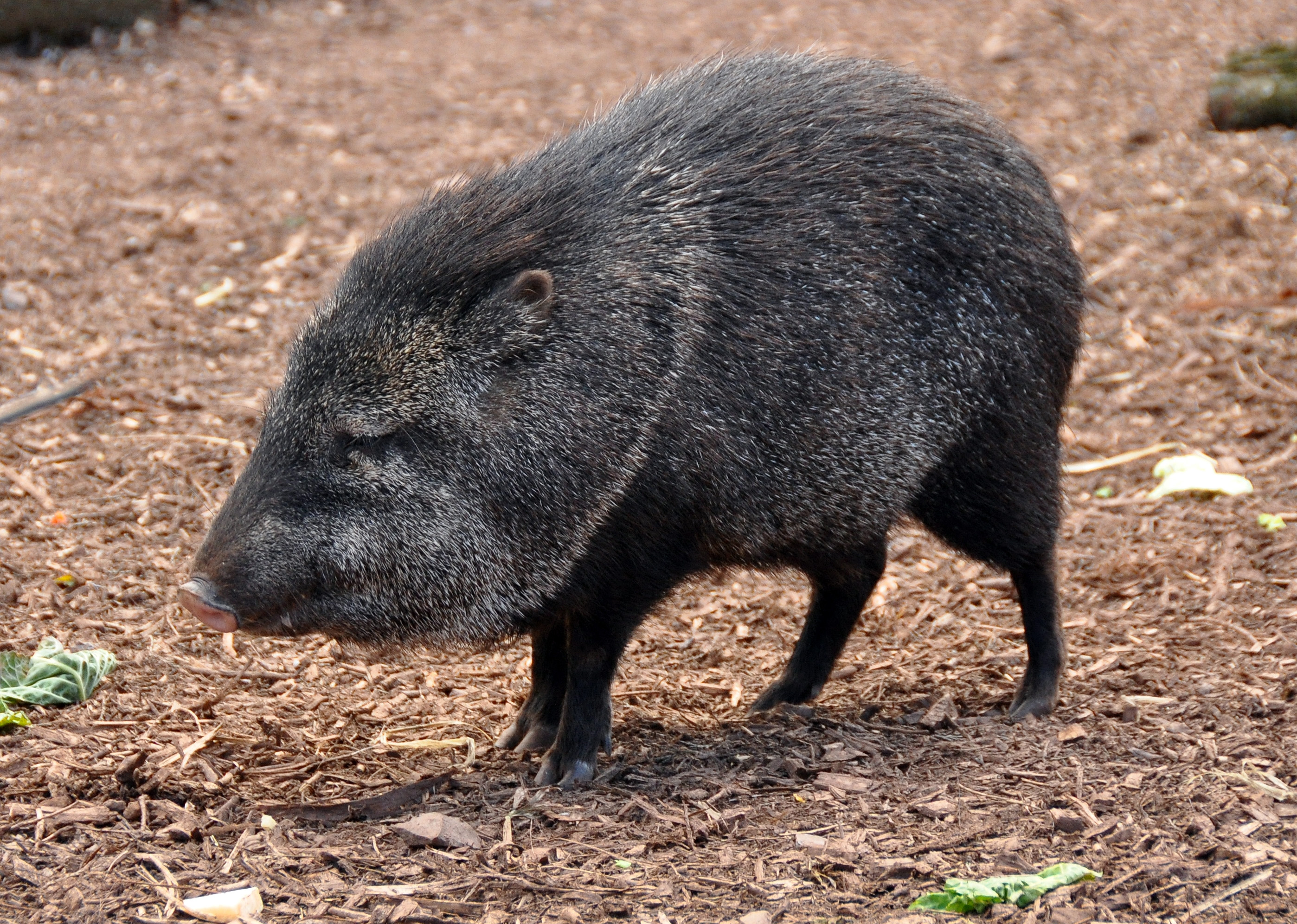
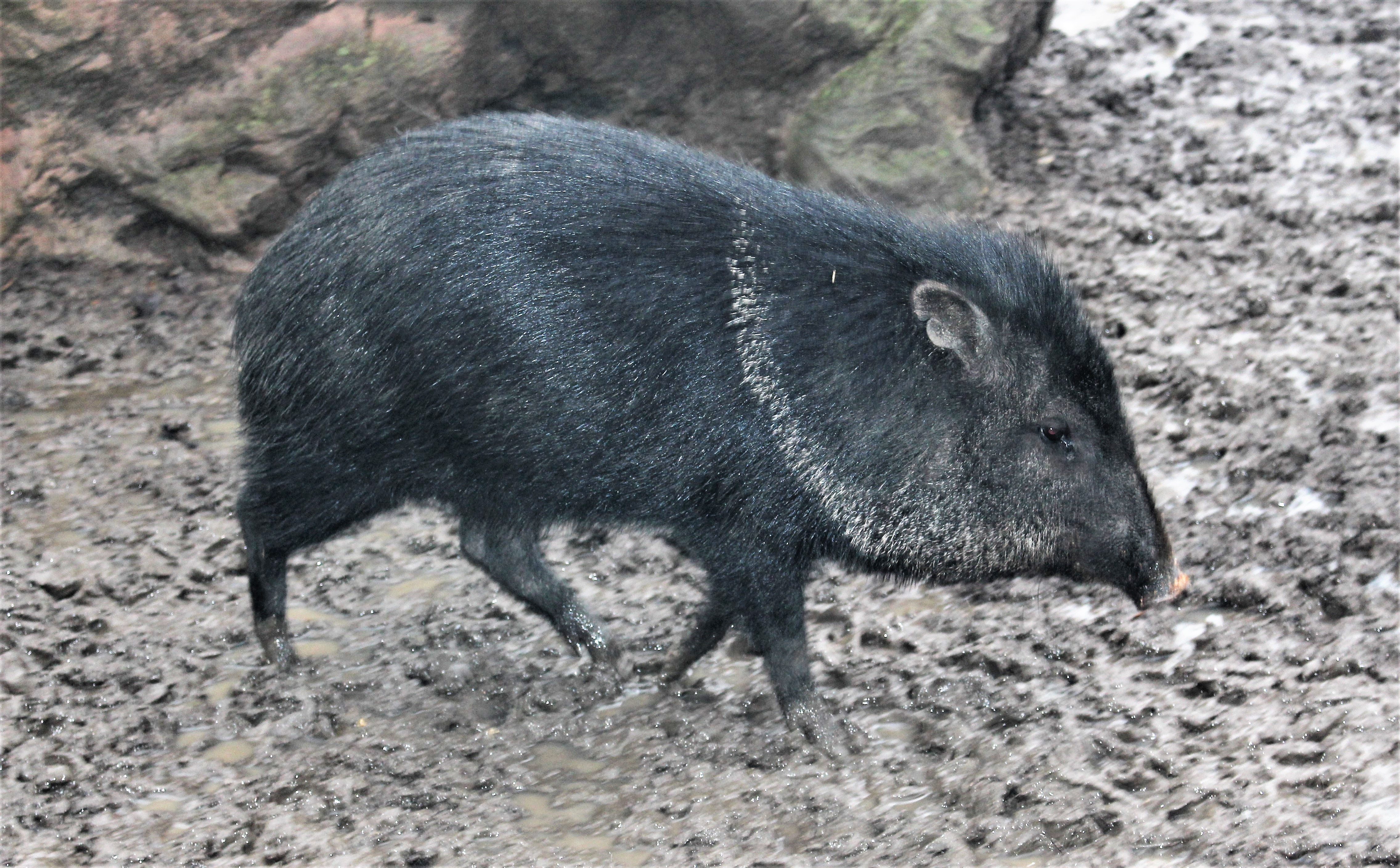

## Természetvédelmi helyzete
Az IUCN elterjedtsége és alkalmazkodóképessége miatt nem tartja veszélyeztetettnek. Azonban fontosnak tartja a faj populációinak felügyeletét, mivel élőhelyének pusztulása és a vadászat miatt esetlegesen a besorolás változtatása is indokolttá válhat.

## Fordítás
- Ez a szócikk részben vagy egészben  a   Halsbandpekari című német Wikipédia-szócikk fordításán alapul.  Az eredeti cikk szerkesztőit annak laptörténete sorolja fel. Ez a jelzés csupán a megfogalmazás eredetét és a szerzői jogokat jelzi, nem szolgál a cikkben szereplő információk forrásmegjelöléseként.
- Ez a szócikk részben vagy egészben  a   Collared peccary című angol Wikipédia-szócikk fordításán alapul.  Az eredeti cikk szerkesztőit annak laptörténete sorolja fel. Ez a jelzés csupán a megfogalmazás eredetét és a szerzői jogokat jelzi, nem szolgál a cikkben szereplő információk forrásmegjelöléseként.